# Visão final de Daniel
A Visão final de Daniel é uma série de visões proféticas nos capítulos 10, 11 e 12 do Livro de Daniel, no Antigo Testamento. Os capítulos são narrativas de conflitos entre o Rei do Norte e do Sul, nos tempos do fim, na qual povo Israel passará por provações até um momento de glória.